# SPQR

Las letras SPQR con una corona de laurel.

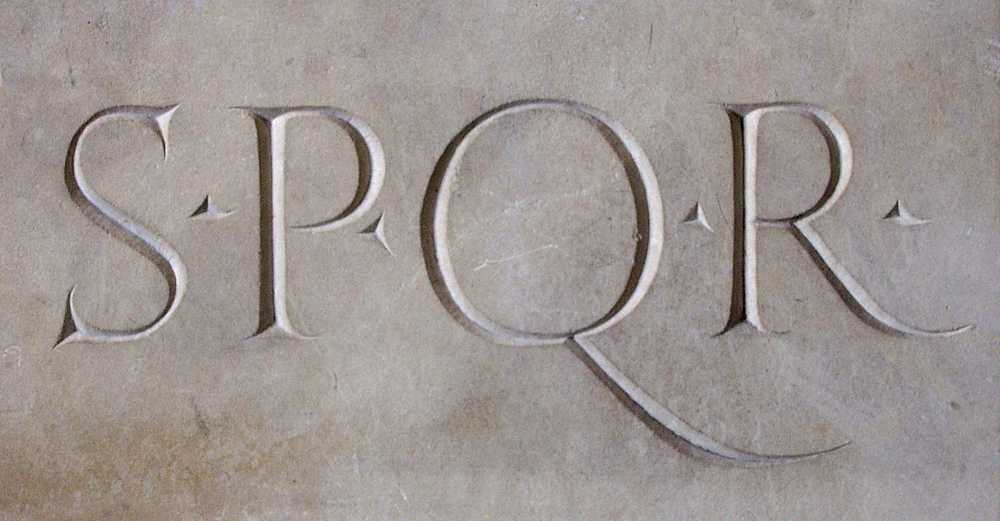
Las letras SPQR grabadas en piedra.

𝐒𝐏𝐐𝐑 (acrónimo de la frase latina: «𝐒𝑒𝑛𝑎𝑡𝑢𝑠 𝐏𝑜𝑝𝑢𝑙𝑣𝑠𝐐𝑣𝑒 𝐑𝑜𝑚𝑎𝑛𝑣𝑠», en español: «El Senado y el Pueblo Romano ») es tanto una sigla como una expresión constitucional de la República romana. Condensa los dos elementos institucionales que representaban el poder del estado romano; el Senado o concejo de los aristócratas y el pueblo, formado por los ciudadanos romanos, patricios y plebeyos, los cuales se expresaban por medio de los comicios y las asambleas.
Una interpretación alternativa, hoy abandonada, interpretaba el acrónimo como Senatus Populusque Quiritium Romanus, es decir «el Senado y el Pueblo romano de los quirites».
La fórmula está atestiguada en inscripciones y monedas desde Augusto, pero su uso puede rastrearse en forma literaria desde el final del período republicano (80 a. C.). Aunque raras, se encuentran otras formas como populus et senatus Romanus,populus Romanus et senatus, populus Romanus senatusque, populus et senatus, o como populus senatusque Romanus en la inscripción latina más antigua fuera de Italia.

## Etimología y gramática
La expresión latina Senātus Populusque Rōmānus significa, en castellano, «El Senado y el Pueblo romano». La primera palabra, Senātus, proviene de senex, esto es anciano, y el sufijo colectivo: -atus, e indica el concejo de ancianos de la ciudad de Roma, luego devenido en uno de sus principales órganos de gobierno: el Senado; gramaticalmente es un sustantivo singular masculino de la cuarta declinación. Populusque es el sustantivo masculino singular de la segunda declinación en nominativo: Populus (el Pueblo), acompañado de -que, una partícula enclítica que significa «y», la cual conecta los dos sustantivos en nominativo. Rōmānus (Romano) es un adjetivo que acompaña a ambos sustantivos y debe coincidir en género, número y caso con estos por norma gramatical, siendo entonces un adjetivo en tres terminaciones, en este aspecto en masculino singular en nominativo y de la segunda declinación.

## Contexto histórico

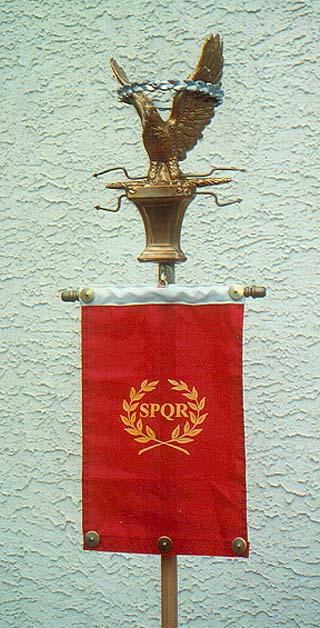
Una recreación moderna de un estandarte romano.

El lema SPQR expresa el fundamento de la constitución mixta de la República romana, en el cual el poder se reparte entre el Senado, que representa a la aristocracia, y el pueblo, es decir los ciudadanos romanos de pleno derecho (cives optimo iure) representados por las asambleas. La soberanía reside, pues, en ambos. 
Desde la abolición de la monarquía en Roma, fueron los magistrados y el Senado quienes asumieron el poder estatal. Así, al principio de la República la soberanía residía en el Senado aristocrático y sus designios eran ejecutados por el cónsul y el pretor, junto a los comitia centuriāta (asambleas romanas organizadas en función de las diferentes tribus de la Roma primigenia) para representación del pueblo (la plebe en realidad) para la elección de las magistraturas menores, como el tribunado. Esto fue lo que motivó que se iniciara el conflicto patricio-plebeyo, que tenía por objetivo el conseguir por parte del pueblo una serie de derechos de los que eran detentores los patricios, entre los que estaban algunos como el de participar en las magistraturas más importantes romanas.
El "pueblo romano" o "el pueblo de Roma" es una frase que hace referencia al gobierno del pueblo. Con "romanos", se hace referencia los ciudadanos romanos, es decir, los que son de estirpe romana o "viejos latinos", aquellos cuyas familias se habían asentado en Roma desde sus inicios. Los romanos aparecen referidos a menudo en las leyes ligados a conceptos como dignitās, maiestās, auctoritās y lībertās populī Rōmānī, es decir, "dignidad", "majestad" (soberanos), "autoridad" y "la libertad del pueblo romano". Estaban implicados en el exercitus, imperium, iudicia, honorēs, consulēs, voluntās, es decir, "el ejército, el gobierno, la judicatura, la burocracia, los consulados y en el devenir del pueblo romano". Aparecen en latín como popolus o poplus". La idea de un pueblo libre y soberano estaba muy arraigada, pero atendiendo solo a no estar supeditados a un monarca.

## En monumentos del mundo romano

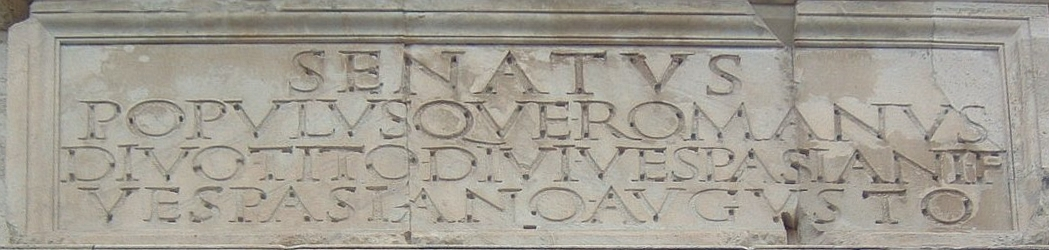
La expresión sin abreviar en el Arco de Tito: SENATVS POPVLVSQVE·ROMANVS DIVO·TITO·DIVI·VESPASIANI·F(ILIO) VESPASIANO·AVGVSTO. El Senado y el Pueblo Romano al divino Tito, h(ijo) del divino Vespasiano, Vespasiano Augusto.

Si bien la inclusión directa de la inscripción SPQR completa no está presente en todos los monumentos, muchas estructuras y puntos de referencia romanos importantes llevan inscripciones o símbolos relacionados, con conexiones históricas y simbólicas:
- Foro Romano:

Todo el Foro Romano puede considerarse un sitio monumental con numerosas inscripciones, arcos y estructuras que contienen referencias al SPQR.
- Arco de Tito:

Ubicado en la Vía Sacra en el Foro Romano, el Arco de Tito conmemora la victoria del emperador romano Tito en el asedio de Jerusalén.
- Arco de Septimio Severo:

Erigido en el Foro Romano para celebrar las victorias del emperador Septimio Severo y sus hijos en el Imperio Parto, este arco triunfal presenta inscripciones que incluyen SPQR.
- Columna de Trajano:

Conmemora la victoria del emperador Trajano en las guerras dacias, tiene inscripciones en su base que probablemente incluyen referencias al SPQR.
- Los acueductos romanos:

Si bien no son un solo monumento, los acueductos que abastecieron de agua a Roma tienen inscripciones que hacen referencia a la construcción y el mantenimiento, y a menudo incluyen el SPQR. El Aqua Claudia es uno de esos acueductos.

## Uso posterior

### Uso después del Imperio
A  comienzos del 1184 la comuna de Roma acuñó monedas con la inscripción Senatus P Q R. como una manera de marcar su autonomía respecto del Papado. De manera similar lo hizo, entre 1414 y 1517, el Senado romano cuyas monedas representan un escudo en el que estaba inscrito SPQR. Hoy, SPQR sigue siendo el escudo municipal de la ciudad de Roma. Lo que son las siglas SPQR y la loba Capitolina han sido utilizadas en diferentes maneras según los distintos momentos históricos y los diferentes intereses políticos respectivos. En caso de las siglas SPQR, estas pudieron en parte simbolizar el commune frente al poder papal durante lo que fueron tiempos de la Edad Media, pues se desarrolló un constructo de un símbolo de una nueva capital en tiempos del Risorgimento, e inclusive en la actualidad, pues se presenta en sí como una marca propia de identidad municipal. El uso de emblemas, emperadores, el imperio como tal, la corona de laureles, y otros que legitiman y aportan prestigio para conformar el sentir colectivo en torno al espacio urbano. Durante el régimen fascista de Benito Mussolini, el SPQR fue blasonado en muchos edificios públicos y en tapas de alcantarilla, como un intento de asemejar a la dictadura con un nuevo Imperio romano. El uso del acrónimo, pues se utilizó constantemente incluso durante lo que fue la Italia Fascista como tal. La figura de Benito Mussolinillegó a comparar la grandeza de la nación y de respectivas posesiones coloniales como fueron los casos de la Libia Italiana o el África Oriental Italiana en sí. Esto puede explicar en parte ese uso de la palabra SPQR en ciertos carteles con connotaciones de propaganda fascista.

Las siglas SPQR simbolizan un período de la máxima importancia en la historia de la humanidad. Con un significado muy profundo y que revelan el apogeo de instituciones políticas que sirvieron de referencia y aun de fundamento a las sociedades vigentes propias de nuestra presente realidad en sí.

Escudo actual de la ciudad de Roma.

Las letras SPQ se usan a veces como una muestra del orgullo municipal y de los derechos civiles. La ciudad de Reggio Emilia, por ejemplo, tiene SPQR en su escudo, en referencia a la frase Senatus Populusque Regiensis. También se usa en las siguientes ciudades:
España
- Barcelona, tiene escrito SPQB en varios lugares de la ciudad, entre ellos el monumento de la Plaza España.[19]
- En Valencia, las letras SPQV están inscritas en algunos lugares y edificios, incluyendo la Lonja de la Seda.[20] y el edificio histórico de la Universidad de Valencia.[21]
- En Sevilla en 1520 le fue bordado SPQH (por Senatus Populusque Hispalensis) debajo de la efigie de San Fernando al Pendón de la ciudad de Sevilla, que se encuentra en el interior del consistorio.[22]

Italia
- Catania tiene las letras SPQC en muchas tapas de alcantarilla.
- Benevento tiene escrito SPQB en sus tapas de alcantarilla.[23]
- Florencia a veces ha usado SPQF.[23]
- La provincia de Rieti en el Lacio tiene escrito SPQS en su escudo y su bandera (la segunda "S" es por "Sabinus", en referencia a Sabinia).
- En Milán, Carlos V acuñó monedas con la inscripción S Q Mediol Óptimo Principi.[24]
- Módica tiene escrito SPQM en su escudo.
- Molfetta tiene escrito SPQM en su escudo[25]
- Nápoles acuñó monedas durante la Revuelta de Masaniello de 1647 que tenían un escudo con SPQN inscrito.[26]
- Palermo, SPQP.[27]
- Penne, en los Abruzos, SPQP.[27]
- Siena, SPQS.[28]
- Terracina, SPQT.[29]
- Tívoli, SPQT.[30]

Países Bajos
- Alkmaar tiene escrito SPQA en la fachada del edificio Waag, que actualmente es un museo del queso.
- Ámsterdam tiene escrito SPQA en uno de sus mayores teatros y en algunos de sus puentes.[31]
- En Haarlem está escrito SPQH frente al ayuntamiento, en "Grote Markt".
- Róterdam tiene escrito SPQR en un mural del ayuntamiento.

Bélgica
- Amberes tiene escrito SPQA en su ayuntamiento.[32]
- Brujas tiene escrito SPQB en su escudo.[33]
- Bruselas tiene escrito SPQB repetidas veces en el edificio de los juzgados,[34] encima del escenario principal del teatro de la ópera de La Monnaie, y sobre el techo del hemiciclo del Senado en el Palacio de la Nación.
- Hasselt, SPQH.
- Kortrijk tiene escrito SPQC en su ayuntamiento.
- Gante tiene escrito SPQG en su teatro de la ópera y en otros edificios importantes. En 1583m durante la Revuelta Alemana, Gante acuñó monedas con un escudo que tenía inscrito SPQG.[35]
- En Verviers están las letras SPQV en el Grand Theatre.[36]

Alemania
- Bremen, tiene escrito SPQB en su ayuntamiento.[37]
- Freising usa el logo SPQF encima de la puerta del ayuntamiento.
- Hamburgo tiene escrito SPQH en una puerta del su ayuntamiento.[38]
- Hannover.
- Lübeck tiene escrito SPQL en la Puerta de Holsten.[39]
- Núremberg tiene escrito SQPN en el puente Karlsbrücke (uno de los puentes más importantes sobre el río Pegnitz.)[40]

Suiza
- Basilea tiene escrito SPQB en un monumento conocido como Webern-Brunnen, en Steinenvorstadt.[41]
- Soleura tiene escritas esas letras en la Catedral de San Urso y San Víctor.
- Lucerna.

Otros lugares
- Dublín, en Irlanda, tiene escrito SPQH (la H de Hibernia) en su ayuntamiento, edificado en 1769.
- Florianópolis, en Brasil, usa el logo SPQF.[23]
- Leeuwarden, Países Bajos, SPQL en la oficina del alcalde.[42]
- Liverpool, en Inglaterra, tiene escrito SPQL en varias puertas doradas del St George's Hall.[43]
- La City de Londres,  en Inglaterra, ha usado las letras SPQL.[44][45]
- Olomouc, en República Checa, tiene escrito SPQO en su escudo.[23]
- Viena, Austria[23]
- Ciudad de México, México, en la columna del Ángel de la Independencia, levantada en 1910, se encuentra la inscripción SPQR debajo de estatuas de la Victoria Alada y de Miguel Hidalgo y Costilla.

## En la cultura popular
Las letras SPQR pueden encontrarse en algunos comercios de Londres, donde significa Small profits, quick returns ("Pequeños beneficios, regresos rápidos"); lo que resume la filosofía de esos comercios y lo que también es una muestra de humor británico.
En los cómics franceses de Astérix y Obélix, Obélix dice a menudo: "Ils sont fous ces romains" ("están locos estos romanos"). En las ediciones en italiano, esta frase es traducida como: "Sono pazzi questi romani", cuyas iniciales son SPQR.
En la portada de un cómic de Mortadelo y Filemón titulado La historia del dinero, Filemón porta un estandarte con un paraguas cerrado y con un letrero arriba que pone SPOR, y abajo otro letrero que dice, SI LLUEVE.
En la saga de libros Los héroes del Olimpo, de Rick Riordan, los legionarios romanos llevan tatuado SPQR en el brazo.
Las saga SPQR, de John Maddox Roberts, consiste en una serie de libros de misterios ambientados en los tiempos de la República romana.
El nombre de una discográfica es SPQR. Esta es una subsidiaria de Legrand Records, que tiene la propiedad de los éxitos de U.S. Bonds, un grupo de la década de los 60. Fue fundada por el italiano Frank Guida que, presuntamente, utilizó la sigla como recuerdo de sus orígenes italianos.
En la actualidad hay un programa de béisbol en Venezuela, llamado pretorianos deer, y su lema y bandera es SPQR, su presidente es José Guevara.  
Se enseñan los principios del béisbol profesional a niños, para que puedan optar a una academia de béisbol, se trabaja duro, así como lo hacían los pretorianos en la antigua Roma.